# المجلس الثقافي والاجتماعي والاقتصادي الإفريقي
المجلس الاقتصادي والاجتماعي والثقافي الأفريقي (ECOSOCC) هو هيئة استشارية للاتحاد الأفريقي تهدف إلى إعطاء منظمات المجتمع المدني في أفريقيا صوتًا داخل مؤسسات الاتحاد الأفريقي وعمليات صنع القرار. يتكون المجلس الاقتصادي والاجتماعي من منظمات المجتمع المدني من مجموعة واسعة من القطاعات ومنها مجموعات العمل والأعمال والمهنيين ومقدمي الخدمات ومراكز الفكر السياسي، من داخل أفريقيا والشتات الأفريقي.
الرئيس المؤقت للمجلس الاقتصادي والاجتماعي كان الأستاذ الحائز على جائزة نوبل وانجاري ماثاي. في عام 2008، تم استبدالها كرئيس للمحامي الكاميروني أكير مونا من اتحاد المحامين الإفريقيين (PALU).

## الإطار القانوني
المجلس الاقتصادي والاجتماعي منصوص عليه في القانون التأسيسي للاتحاد الأفريقي، ولكن ليس لديه بروتوكول خاص به، يعتمد على القوانين التي وافقت عليها جمعية الاتحاد الأفريقي. ينص النظام الأساسي للمجلس الاقتصادي والاجتماعي على أربع هيئات رئيسية:
- تتكون الجمعية العامة من 150 عضوًا، وتتألف من 144 ممثلاً منتخبًا (اثنان من كل دولة عضو، وعشرة يعملون على المستوى الإقليمي ، وثمانية على المستوى القاري و20 من الشتات) وستة ممثلين لمنظمات المجتمع المدني ترشحهم مفوضية الاتحاد الأفريقي ، ليكونوا أعلى هيئة صنع القرار في الجهاز.
- لجنة دائمة مكونة من 15 عضوًا تضم ممثلين عن المناطق الخمس في إفريقيا لتنسيق عمل الجهاز.
- 10 لجان قطاعية لتغذية الرأي والمدخلات في سياسات وبرامج الاتحاد الأفريقي.
- لجنة أوراق اعتماد من خمسة أشخاص لتحديد أهلية ممثلي منظمات المجتمع المدني لخوض الانتخابات أو المشاركة في عمليات الجهاز.

لجان المجموعات القطاعية هم عشرة لجان وهي:
- لجنة السلام والأمن
- لجنة الشؤون السياسية
- لجنة البنية التحتية والطاقة
- لجنة الشؤون الاجتماعية والصحة
- لجنة الموارد البشرية والعلوم والتكنولوجيا
- لجنة التجارة والصناعة
- لجنة الاقتصاد الريفي والزراعة
- لجنة الشؤون الاقتصادية
- لجنة المرأة والنوع الاجتماعي
- لجنة البرامج الشاملة

### معايير العضوية
تشمل المعايير التي حددها النظام الأساسي للمجلس الاقتصادي والاجتماعي للعضوية أن على المرشحين:
- كن من منظمات المجتمع المدني في الشتات على المستوى الوطني أو الإقليمي أو القاري أو الأفريقي ، دون قيود على القيام بأنشطة إقليمية أو دولية.
- لديهم أهداف ومبادئ تتفق مع مبادئ الاتحاد وأهدافه.
- أن تكون مسجلاً في دولة عضو في الاتحاد الأفريقي و / أو تستوفي الشروط العامة للأهلية لمنح صفة مراقب للمنظمات غير الحكومية.
- أظهر إثبات أن ملكية وإدارة منظمات المجتمع المدني تتكون من ما لا يقل عن 50 ٪ من الأفارقة أو الشتات الأفريقي.
- تبين أن موارد المنظمة تستمد 50٪ على الأقل من مساهمات أعضاء المنظمة.

متطلبات التمويل من مساهمات العضوية تعني أن العديد من المنظمات غير الحكومية الأفريقية ليست مؤهلة للحصول على عضوية المجلس الاقتصادي والاجتماعي.

## روابط خارجية
- المجلس الاقتصادي والاجتماعي والثقافي